# PhantasticM
phantasticM（ふぁんたすてぃっくえむ、2月7日 - ）は、日本の作曲家。女性。

## 略歴
宮城県仙台市生まれ。TV・映画などの映像音楽中心に楽曲提供を行っている。